# Трилогія приквелів «Зоряних війн»
Трилогія приквелів «Зоряних війн» (англ. Star Wars prequel trilogy), також відома як приквели «Зоряних війн» — трилогія епічних космічних оперних фільмів сценариста та режисера Джорджа Лукаса. Трилогія була створена компанією «Lucasfilm», і розповсюджена компанією «20th Century Studios». Трилогія виходила з 1999 по 2005 рік, і події якої розгортаються перед оригінальною трилогією (1977–83), що робить її першою дією саги про Скайвокера, незважаючи на те, що вона вийшла другою. Лукас планував трилогію приквелів (а також трилогію сиквелів) ще до виходу оригінального фільму. З подальшим розвитком комп'ютерної графіки Лукас відновив плани щодо приквелів до початку 1990-х років. Трилогія ознаменувала повернення Лукаса до режисури після 22-річної перерви, востаннє він був режисером в оригінальному фільмі «Зоряних війн» у 1977 році.
Трилогія складається з «Епізоду I: Прихована загроза» (1999), «Епізоду II: Атака клонів» (2002) та «Епізоду III: Помста ситхів» (2005). У фільмах йдеться про навчання Енакіна Скайвокера (батька головних героїв з оригінальної трилогії Люка Скайуокера та Леї Органи) в якості джедая під опікою майстрів-джедаїв Обі-Вана Кенобі та Йоди; його перехід на темну сторону Сили та його переродження як Дарта Вейдера. Трилогія також показує корупцію Галактичної Республіки, знищення Ордену джедаїв та встановлення Імперії під керівництвом лорда ситхів і майбутнім галактичним імператором Палпатіном. Перші два фільми отримали неоднозначні відгуки, тоді як третій отримав позитивні.

## Передісторія
За словами продюсера оригінальної трилогії Гарі Курца, ідея щодо трилогії приквелів виникла ще при створенні перших двох оригінальних фільмів. У 1980 році Лукас підтвердив, що у нього був запланований кіносеріал із дев'яти фільмів (трилогія трилогій), але через стрес, викликаний створенням оригінальної трилогії та через тиск його дружини він вирішив скасувати подальше створення саги до 1981 року. Однак технічний прогрес в кінці 1980-х на початку 1990-х років, включаючи можливість створювати комп'ютерні зображення, надихнули Лукаса на повернення до саги. У 1989 році Лукас заявив, що трилогія приквелів буде «неймовірно дорогою». Після попереднього перегляду CGI-тесту, створеного Industrial Light & Magic для Парку Юрського періоду, Лукас сказав:
Ми зробили тест для Стівена Спілберга, і коли ми показали його на екрані, у мене на очах стояли сльози. Це був ніби один з тих моментів в історії, як винахід лампочки або перший телефонний дзвінок. Була подолана велика прогалина, і все ніколи не буде таким, яким було.
У 1992 році Лукас визнав, що у нього є плани щодо створення трилогії приквелів у журналі Lucasfilm Fan Club, і оголосив про це Variety наприкінці 1993 року. Продюсер Рік МакКаллум звернувся до Френка Дарабонта, який раніше був сценаристом у «Хроніках молодого Індіани Джонса» та «Втечі з Шоушенка» для можливих майбутніх письменницьких обов'язків. Його вважали сценаристом до 1995 року, але з часом Лукас продовжував писати сценарій сам. Перед тим, як Лукас вирішив режисерувати приквели, режисер «Повернення джедая» Річард Маркванд висловив зацікавленість у режисурі одного з приквелів, аж до його смерті в 1987 році. Популярність франшизи була продовжена розширеним всесвітом «Зоряних війн», тому вона все ще мала велику аудиторію. Перевидання оригінальної трилогії в 1997 році «оновило» 20-річні фільми в стилі CGI.

## Фільми
Шанувальники надзвичайно чекали «Епізод I: Прихована загроза», який вийшов 19 травня 1999 року. В ньому йдеться про те, як джедаї Квай-Гон Джинн та Обі-Ван Кенобі встановлюють контакт з молодим Енакіном Скайвокером, і про корупцію в Галактичному Сенаті, яку влаштував Палпатін (Дарт Сідіус). «Епізод II: Атака клонів» був випущений 16 травня 2002 року. Події відбуваються через 10 років після першого епізоду. Енакін тепер падаван Обі-Вана Кенобі, і в нього розпочинаються таємні романтичні стосунки з Падме Амідалой, також почалась Війна клонів. «Епізод III: Помста ситхів» перший фільм з франшизи, який отримав вікове обмеження «PG-13». Фільм вийшов 19 травня 2005 року. В ньому показано перехід Енакіна на темну сторону Сили та його переродження як Дарта Вейдера; падіння Республіки та встановлення Імперії.
| Фільм             | Дата виходу    | Режисер      | Сценарист                      | Сюжет        | Продюсер      | Дистриб'ютор                                         |
| ----------------- | -------------- | ------------ | ------------------------------ | ------------ | ------------- | ---------------------------------------------------- |
| Прихована загроза | 19 травня 1999 | Джордж Лукас | Джордж Лукас                   | Джордж Лукас | Рік МакКаллум | 20th Century Fox Walt Disney Studios Motion Pictures |
| Атака клонів      | 16 травня 2002 | Джордж Лукас | Джордж Лукас та Джонатан Хейлс | Джордж Лукас | Рік МакКаллум | 20th Century Fox Walt Disney Studios Motion Pictures |
| Помста ситхів     | 19 травня 2005 | Джордж Лукас | Джордж Лукас                   | Джордж Лукас | Рік МакКаллум | 20th Century Fox Walt Disney Studios Motion Pictures |

### Прихована загроза

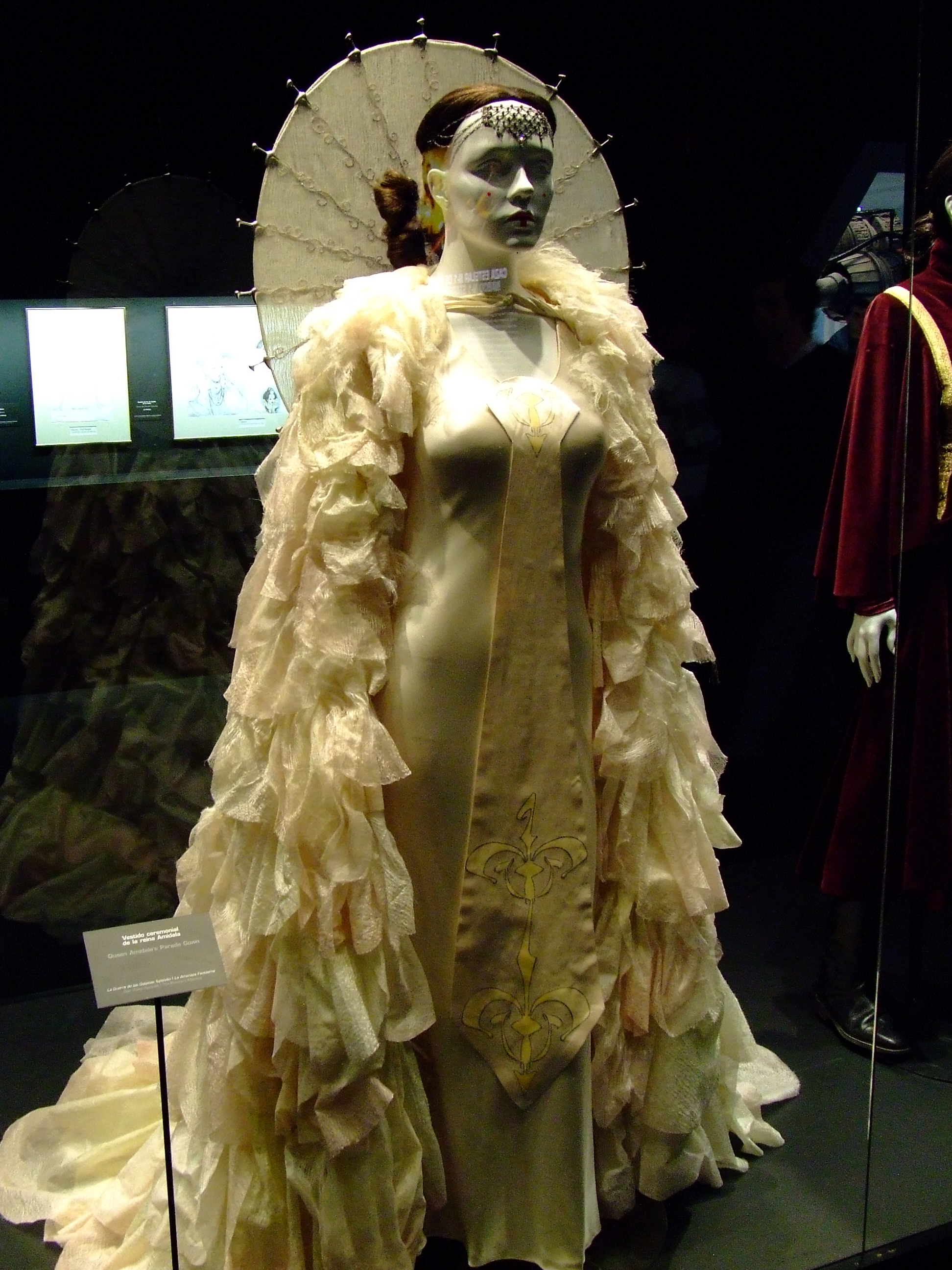
Сукня королеви Амідали. Виставка «Зоряних війн» у Мадриді, Іспанія

За 32 роки до подій оригінального фільму двоє лицарів-джедаїв Квай-Гон Джинн та його учень Обі-Ван Кенобі виявили, що корумпована Торгова Федерація створила блокаду навколо планети Набу. Сенатор Набу Палпатін, який таємно є лордом ситхів Дартом Сідіусом, таємно спроектував блокаду як привід стати Верховним канцлером Галактичної Республіки. За допомогою королеви Набу Падме Амідали, Квай-Гон та Обі-Ван рятуються від блокади. Вони летять на Татуїн, щоб відремонтувати свій корабель, і зустрічаю дев'ятирічного раба на ім'я Енакін Скайвокер. Вважаючи, що він є «обраним» з пророцтва, тому Квай-Гон бере Енакіна в учні.
Спочатку планувалось, що приквели відображатимуть історію пов'язану з оригінальною трилогією, але Лукас зрозумів, що вони можуть створити першу половину однієї довгої історії, зосередженої на Енакіні. Це перетворить серію фільмів в автономну сагу. У 1994 році Лукас почав писати сценарій до першого приквелу, який спочатку мав назву «Епізод I: Початок». Після виходу фільму Лукас оголосив, що буде режисером наступних двох епізодів.

### Атака клонів

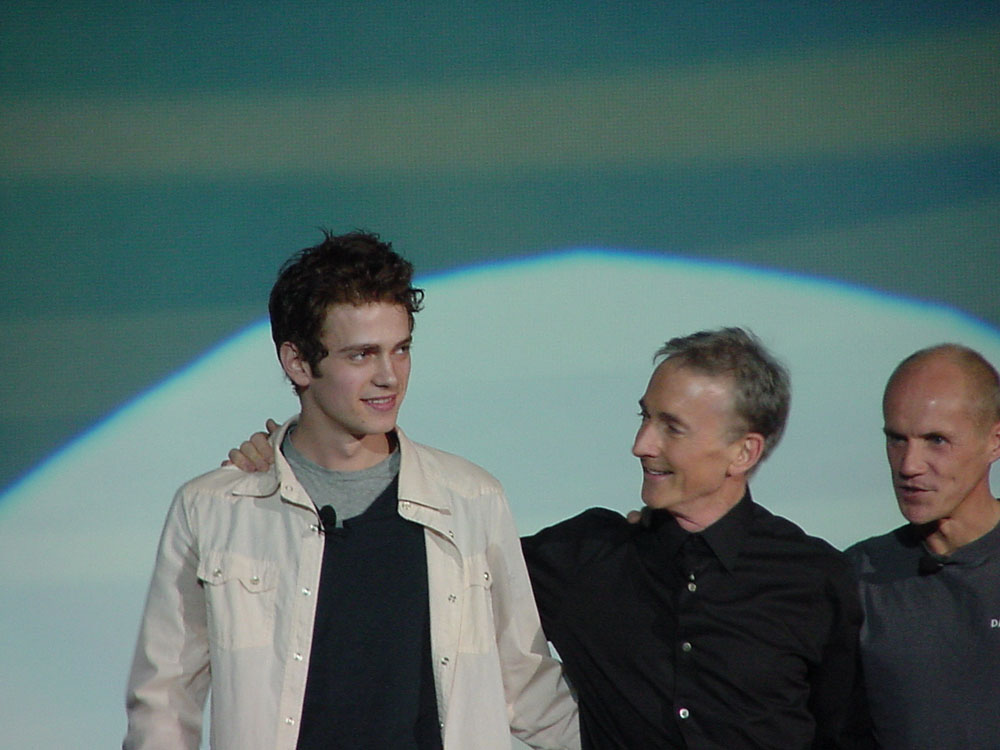
Гайден Крістенсен (Енакін Скайвокер), Ентоні Деніелс (С-3РО) та Нік Гіллард (постановник трюків, каскадер) на «Star Wars Celebration II». 2002 рік.

Через 10 років після подій першого епізоду на Падме Амідалу, яка є сенатором Набу, скоюють замах. Лицар-джедай Обі-Ван Кенобі та його учень Енакін були призначені її охоронцями. Під час ще одного замаху на Падме Обі-Вану вдається відстежити вбивцю, а Енакін та Падме таємно закохуються. Тим часом канцлер Палпатін планує втягнути галактику у війну між армією республіки на чолі з джедаями та Конфедерацією незалежних систем на чолі з графом Дуку, який є учнем Дарта Сідіуса.
Перша чернетка «Епізоду II» була завершена за кілька тижнів до основної зйомки, і Лукас найняв Джонатана Хейлса, сценариста фільму «Хроніки молодого Індіани Джонса», щоб він допрацював сценарій. Не впевнений у назві, Лукас жартома назвав фільм «Велика пригода Джар-Джари» (англ. Jar Jar's Great Adventure). Під час написання «Імперія завдає удару у відповідь» Лукас спочатку продумав, що Лендо Калріссіан був клоном із планети клонів, яка спричинила Війну клонів, яка згадувалась у «Новій надії». Пізніше він придумав концепцію армії клонів-штурмовиків віддаленої планети, яка напала на Республіку, а джедаї були захисниками Республіки.

### Помста ситхів

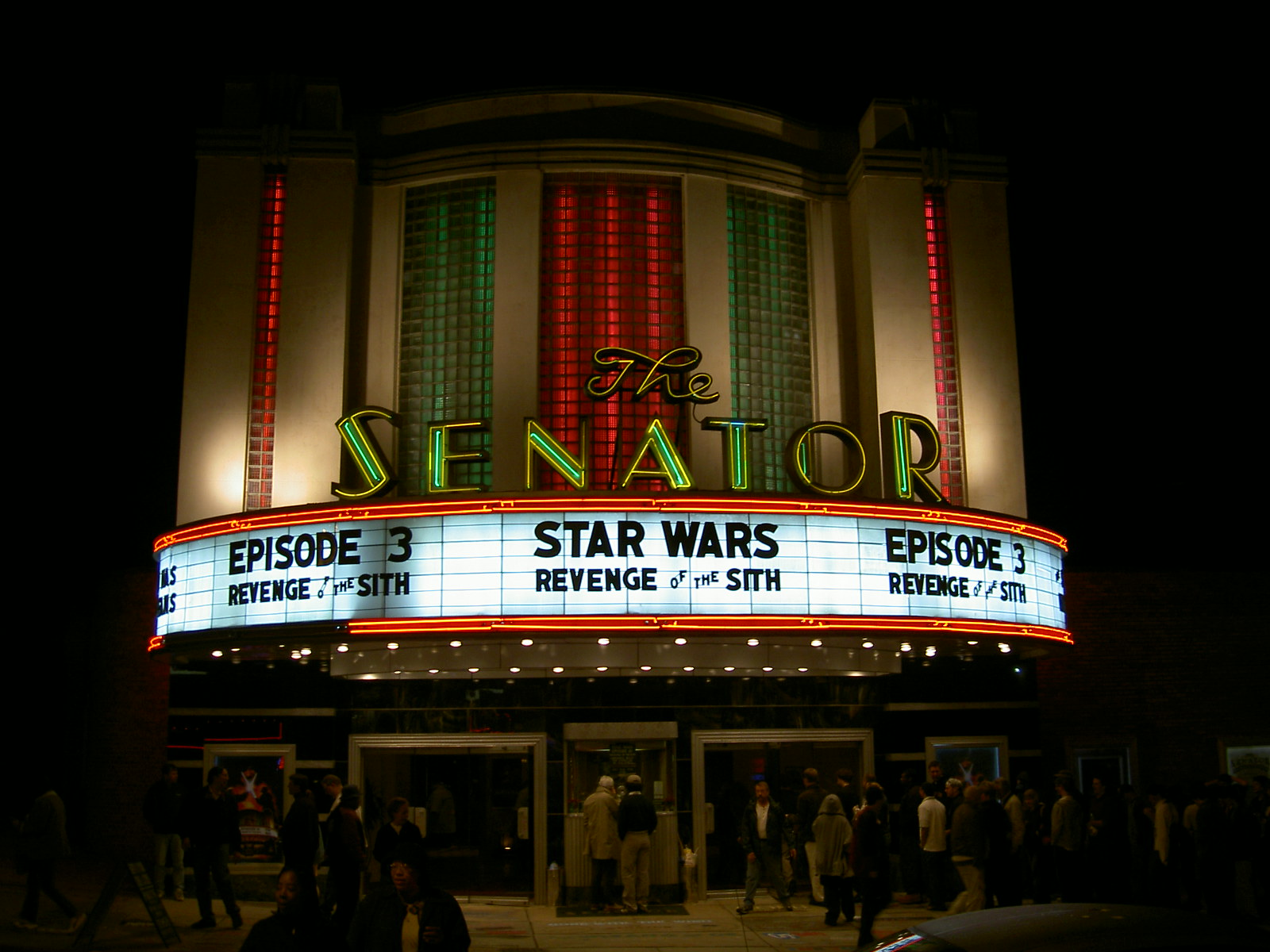
Кінотеатр «Senator» в Балтиморі, штат Меріленд

Через три роки після початку Війни клонів Енакін розчаровується в Раді джедаїв і починає бачити уві сні, як Падме помирає при пологах. Палпатін переконує Енакіна, що темна сторона Сили може врятувати життя Падме. У розпачі Енакін підкорюється Палпатіну, і приймає нове ім'я ситхів Дарт Вейдер. Палпатін розкриває себе як Дарт Сідіус перед джедаями, і наказує клонам їх знищити (наказ 66), і проголошує Республіку Імперією. Між Вейдером та Обі-Ваном розпочинається бій на світлових мечах на вулканічній планеті Мустафар. Падме помирає після народження близнюків.
Робота над «Епізодом ІІІ» розпочалася ще до виходу «Епізоду ІІ», з однієї сцени, яка була знята під час виробництва попереднього фільму. Спочатку Лукас сказав художникам, що створення фільму розпочнеться з монтажем «Війн клонів», і включав сцену в якій Палпатін розповідає Енакіну, що він заповів своє зачаття через Силу. Лукас переглянув сюжет і радикально реорганізував його, заставивши Енакіна стратити Дуку в першому акті, і це було початком його падіння на темну сторону. Після того, як основна зйомка була завершена в 2003 році, Лукас вніс нові зміни, переписавши характер Енакіна. Тепер він передусім буде звернеться до темної сторони, намагаючись врятувати Падме, а не просто вірити, що джедаї планують захопити Республіку. Переписування здійснювалось як шляхом монтажу основного матеріалу, так і шляхом зйомки нових та виправлення старих сцен під час зйомок у 2004 році.

## Акторський склад
|                          | Фільм                | Фільм                | Фільм                |
| Прихована загроза (1999) | Атака клонів (2002)  | Помста ситхів (2005) |                      |
| ------------------------ | -------------------- | -------------------- | -------------------- |
| Обі-Ван Кенобі           | Юен Мак-Грегор       | Юен Мак-Грегор       | Юен Мак-Грегор       |
| Падме Амідала            | Наталі Портман       | Наталі Портман       | Наталі Портман       |
| Енакін Скайвокер         | Джейк Ллойд          | Гайден Крістенсен    | Гайден Крістенсен    |
| Мейс Вінду               | Семюел Лірой Джексон | Семюел Лірой Джексон | Семюел Лірой Джексон |
| Йода                     | Френк Оз             | Френк Оз             | Френк Оз             |
| Шив Палпатін/Дарт Сідіус | Єн Макдермід         | Єн Макдермід         | Єн Макдермід         |
| С-3РО                    | Ентоні Деніелс       | Ентоні Деніелс       | Ентоні Деніелс       |
| R2-D2                    | Кенні Бейкер         | Кенні Бейкер         | Кенні Бейкер         |
| Граф Дуку                |                      | Крістофер Лі         | Крістофер Лі         |
| Шмі Скайвокер            | Пернілла Аугуст      | Пернілла Аугуст      |                      |
| Оуен Ларс                |                      | Джоел Еджертон       | Джоел Еджертон       |

## Теми
Лукас доклав зусиль для паралельних сцен та діалогів між приквелом та оригінальною трилогією, особливо стосовно подорожі Енакіна Скайвокера у приквелах та подорожі його сина Люка в оригінальній трилогії. Лукас назвав шість перших епізодичних фільмів франшизи як «трагедію Дарта Вейдера» (англ. the tragedy of Darth Vader). За словами Лукаса, правильний порядок перегляду фільмів — за порядком епізодів.
У трилогії приквелів багато згадок про християнство, наприклад, поява Дарта Мола з червоною шкірою та рогами, дизайн якого багато в чому випливає з традиційних зображень диявола. В циклі фільмів «Зоряних війн» присутні подібну християнські розповіді за участі Енакіна Скайвокера про те, що він «Обраний». Особа, якій пророковано привести Силу до рівноваги, і який був непорочно зачатий. Однак, на відміну від Ісуса, Енакін відмовляється від благодаті, здається, не виконує своєї долі (поки пророцтво не здійснюється у Поверненні джедая). Сага багато в чому базується на подорожі героя, за архетиповим шаблоном, розробленим порівнювачем міфологій Джозефом Кемпбеллом.
З самого початку політологія у франшизі «Зоряних війн» була важливим елементом. В оригінальній трилогії вона була зосереджена на боротьбі між демократією та диктатурою. Палпатін, який був канцлером, перш ніж стати імператором у трилогії приквелів, натякає на Адольфа Гітлера як канцлера, перш ніж призначити себе фюрером. Лукас також провів паралелі між Палпатіном та такими історичними диктаторами, як Юлієм Цезарем, Наполеоном Бонапартом, а також колишнім президентом США Річардом Ніксоном. Велика чистка джедаїв зображена в «Помсті ситхів» відображає події Ночі довгих ножів. Корупція Галактичної Республіки моделюється після падіння демократичної Римської республіки та утворення імперії.

## Перевидання
У 2011 році були випущені бокс-сети на Blu-ray з оригінальною та приквельною трилогіями, кожен епізод мав якусь зміну. На той час були заплановані 3D-релізи для всіх шести фільмів, але після фінансово провалу 3D-версії «Прихованої загрози» у 2012 році, інші були скасовані, щоб зосередитися на сиквелах. 11 квітня 2019 року трилогія стала доступна на потоковому сервісі Disney+.

## Прийом
Трилогія приквелів отримала неоднозначні відгуки, з кожним епізодом відгуки змінювались з негативних в більш позитивні. Основна кількість критики була, через надмірне використання комп'ютерної графіки (CGI) та хромакею, мелодраматичних та «дерев'яних» діалогів, включаючи романтичні сцени між Енакіном та Падме, повільні політичні сцени та комічний персонаж Джар-Джар Бінкс.
Багато хто висловив своє розчарування в зображенні трилогії Енакіна Скайвокера, особливо називаючи сценарій слабким, а діалоги «дерев'яними», хоча гра Гайдена Крістенсена у третьому фільмі була більш прийнятною. Гра Юена Мак-Грегора, яка слідує за Алеком Гіннессом, загалом отримала високу оцінку. Наталі Портман розчарувалась через негативне сприйняття трилогії, сказавши: «Коли щось має таке велике очікування, воно може мати не лише розчарування». Вона також сказала, що «з точки зору часу, це все було переоцінено багатьма людьми, які насправді зараз це люблять».
Трилогія також отримала певну критику за естетичне протиріччя з оригінальною трилогією. У той час як старі фільми демонструють грубу та застарілу технологію, приквели зображують відносно новіші технології та дизайн. Деякі критикували цей вибір дизайну, стверджуючи, що він робить ранній період часу більш розвиненим, хоча «Помста ситхів» наближує дизайн до оригінальної трилогії. Лукас назвав вибір розумним, оскільки він ілюструє зупинку розвитку технологій у період громадянської війни.
І навпаки, деякі сперечаються про позитивні елементи трилогії, включаючи вирішення політичних питань. Режисер та сценарист «Останніх джедаїв» Раян Джонсон високо оцінив інновації у візуальних ефектах. Джар-Джар Бінкс вважається першим персонажем повністю висвітленим технологією CGI у фільмі в реальному часі, і сприймався як Ґолум з «Володара перснів». Дж. Дж. Абрамс високо оцінив акторську гру Єна Макдерміда в ролі Дарта Сідіуса, заявивши, що сцена, де він розповідає про трагедію Дарта Плегеса це найкраще з трилогії. У 2020 році Screen Rant порівняв те, як трилогія приквелів закінчила сагу, порівняно з трилогією сиквелів від Disney, написавши: «приквели розповідають одну цілісну історію, з чітким переходом між фільмами, і цього дуже бракує в трилогії сиквелів».
Джордж Лукас у відповідь на негативну критику сказав, що, як і оригінальні фільми, вони розраховані «на 12-річних», одночасно визнаючи, що шанувальники, які бачили оригінальну трилогію будучи молодими, мали різні очікування у дорослому віці.
Приквели мають спеціальну базу фанатів, яка складається переважно з «міленіалів», які були дітьми на момент виходу приквелів. Анімаційний серіал «Війни клонів», який Лукас зробив з аніматором Дейвом Філоні, зміг покращити сприйняття трилогії приквелів серед шанувальників.

### Оцінка критиків
| Фільм             | Rotten Tomatoes                            | Metacritic       | CinemaScore |
| ----------------- | ------------------------------------------ | ---------------- | ----------- |
| Прихована загроза | 52% (5.90/10 середня оцінка) (233 відгуки) | 51 (36 відгуків) | A−          |
| Атака клонів      | 65% (6.60/10 середня оцінка) (252 відгуки) | 54 (39 відгуків) | A−          |
| Помста ситхів     | 80% (7.30/10 середня оцінка) (302 відгуки) | 68 (40 відгуків) | A−          |

### Премія Оскар
| Оскар                     | Фільм             | Фільм           | Фільм           |
| Оскар                     | Прихована загроза | Атака клонів    | Помста ситхів   |
| Оскар                     | 72-га церемонія   | 75-га церемонія | 78-ма церемонія |
| ------------------------- | ----------------- | --------------- | --------------- |
| Найкращий грим та зачіски | Н/Д               | Н/Д             | Номінація       |
| Найкращий звуковий монтаж | Номінація         | Н/Д             | Н/Д             |
| Найкращий звук            | Номінація         | Н/Д             | Н/Д             |
| Найкращі візуальні ефекти | Номінація         | Номінація       | Н/Д             |

### Премія Сатурн
| Сатурн                               | Фільм             | Фільм        | Фільм         |
| Сатурн                               | Прихована загроза | Атака клонів | Помста ситхів |
| Сатурн                               | 26-та премія      | 29-та премія | 32-га премія  |
| ------------------------------------ | ----------------- | ------------ | ------------- |
| Найкращий науково-фантастичний фільм | Номінація         | Номінація    | Перемога      |
| Найкращу режисуру                    | Номінація         | Номінація    | Номінація     |
| Найкращий сценарій                   | Н/Д               | Н/Д          | Номінація     |
| Найкраща чоловіча роль               | Номінація         | Н/Д          | Номінація     |
| Найкраща жіноча роль                 | Н/Д               | Номінація    | Номінація     |
| Найкраща чоловіча роль другого плану | Номінація         | Н/Д          | Номінація     |
| Найкраща жіноча роль другого плану   | Номінація         | Н/Д          | Н/Д           |
| Найкращий молодий актор або акторка  | Номінація         | Номінація    | Н/Д           |
| Найкращий молодий актор або акторка  | Номінація         | Номінація    | Н/Д           |
| Найкращу музику                      | Н/Д               | Номінація    | Перемога      |
| Найкращий дизайн костюмів            | Перемога          | Перемога     | Номінація     |
| Найкращий грим                       | Номінація         | Н/Д          | Номінація     |
| Найкращі візуальні ефекти            | Перемога          | Перемога     | Номінація     |
| Найкраще спеціальне DVD-видання      | Н/Д               | Номінація    | Н/Д           |
| Найкращий DVD-збірник                | Номінація         | Номінація    | Номінація     |

### Касові збори
| Фільм             | Дата виходу    | Бюджет    | Дохід від касових зборів | Дохід від касових зборів                  | Дохід від касових зборів | Дохід від касових зборів | Рейтинг касових зборів          | Рейтинг касових зборів | Примітки      |
| Фільм             | Дата виходу    | Бюджет    | Північна Америка         | З урахуванням інфляції (Північна Америка) | Інші території           | В світі                  | За весь час у Північній Америці | За весь час у світі    | Примітки      |
| ----------------- | -------------- | --------- | ------------------------ | ----------------------------------------- | ------------------------ | ------------------------ | ------------------------------- | ---------------------- | ------------- |
| Прихована загроза | 19 травня 1999 | 115 млн $ | 474 544 677 $            | 815 518 000 $                             | 552 500 000 $            | 1 027 044 677 $          | #15                             | #35                    | [ 67 ] [ 68 ] |
| Атака клонів      | 16 травня 2002 | 115 млн $ | 310 676 740 $            | 482 820 000 $                             | 338 721 588 $            | 649 398 328 $            | #73                             | #130                   | [ 69 ] [ 70 ] |
| Помста ситхів     | 19 травня 2005 | 113 млн $ | 380 270 577 $            | 535 701 000 $                             | 469 765 058 $            | 850 035 635 $            | #39                             | #71                    | [ 71 ] [ 72 ] |
| Всього            | Всього         | 343 млн $ | 1,165,491,994 $          | 1 834 039 000                             | 1,360,986,646 $          | 2,526,478,640 $          |                                 |                        |               |